# سینیتسا
سینیتسا (به صربی: Sjenica) یک شهرستان در صربستان است که در ناحیه زلاتیبور واقع شده‌است. سینیتسا ۱٬۰۲۶ متر بالاتر از سطح دریا واقع شده‌است.